# Nan (stad)
Nan (Thais: น่าน, volledige naam: เทศบาลเมืองน่าน ; Theṣ̄bāl meụ̄xng ǹān) is een stad in Noord-Thailand. Nan is hoofdstad van de provincie Nan en het district Nan. De stad telde in 2000 bij de volkstelling 21.125 inwoners.
De stad ligt dicht bij de grens met Laos in een vallei aan de rivier de Nan. De vallei wordt omringd door steile bergen.

## Geschiedenis
De stad bestond al in 1280 en was de basis van een zelfstandig koninkrijk, het Koninkrijk Nan. De stad werd pas in 1931 officieel bij Siam (Thailand) gevoegd.

## Bezienswaardigheden
- Wat Phumin

## Galerij

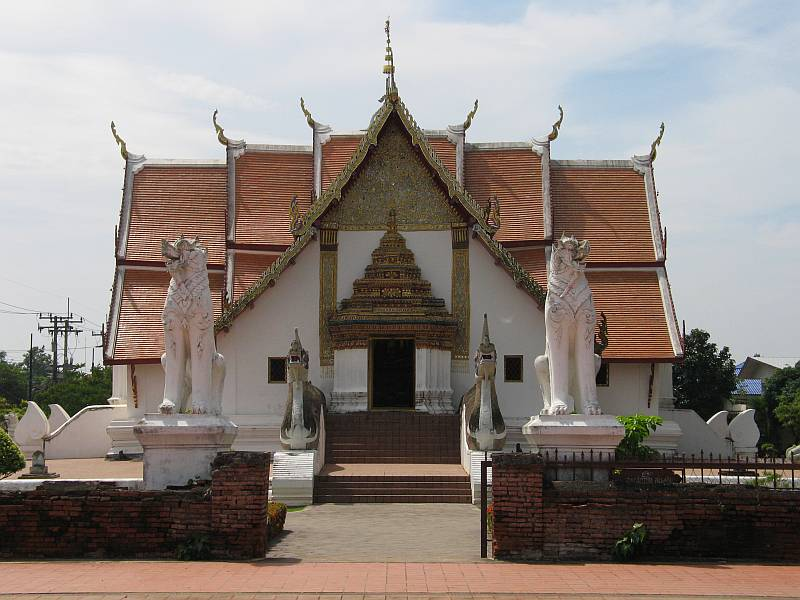
Wat Pumin, Nan stad
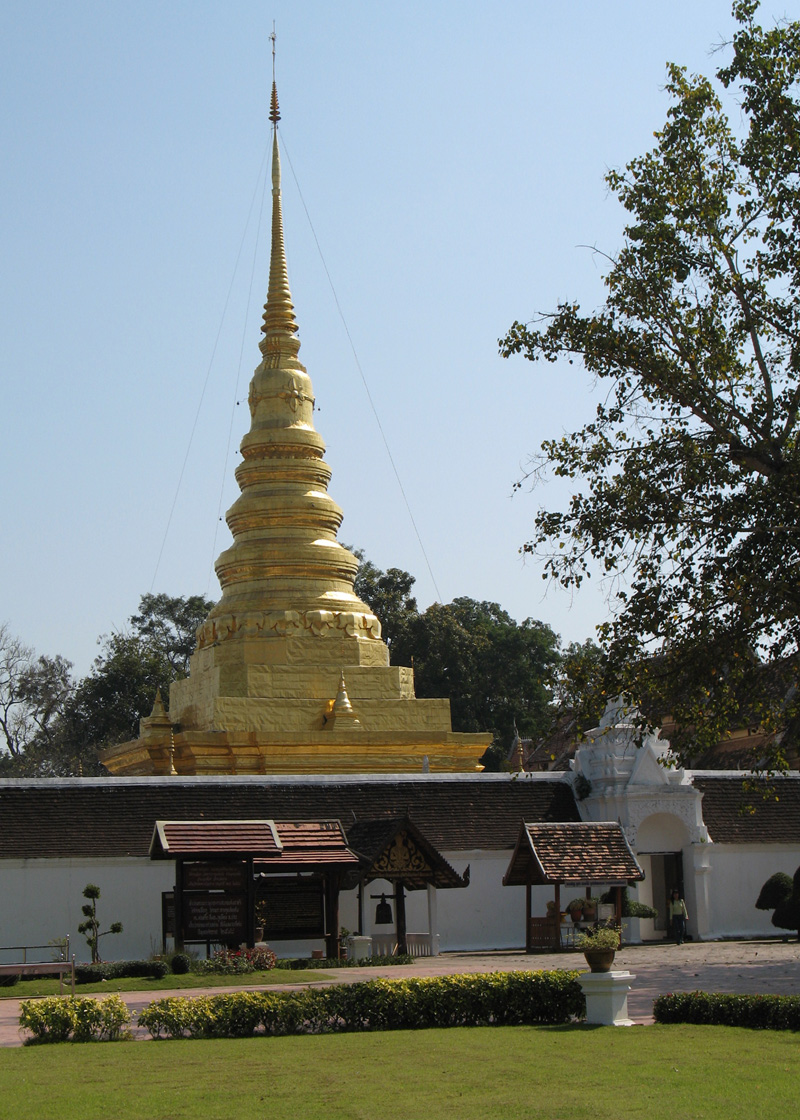
Wat Phra That Chae Haeng
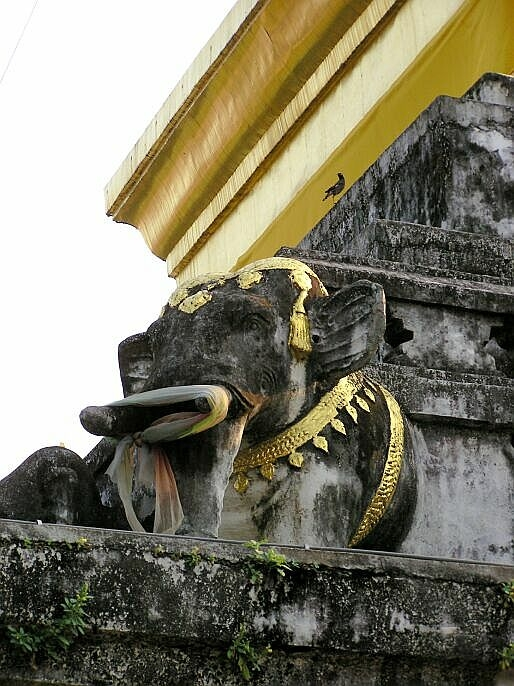
Wat Chang Kham, Nan stad
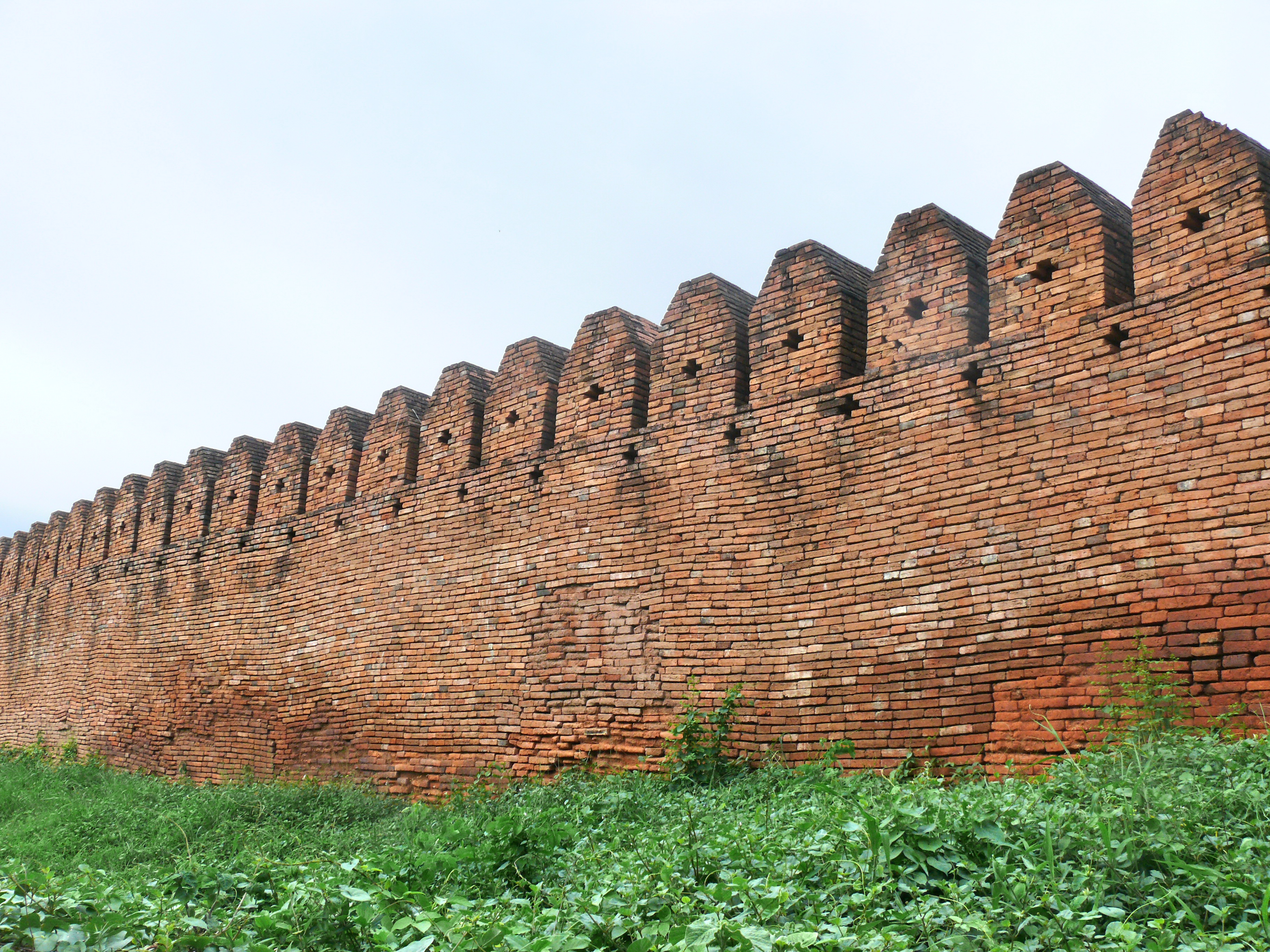
De oude stadsmuur van Nan